# Bôh
Pour les articles homonymes, voir Boh.
Bôh est une localité située dans le département de Zogoré de la province du Yatenga dans la région Nord au Burkina Faso.

## Géographie
Bôh se trouve à 3 km au sud-ouest de Ninga, à 7 km à l'est de Zogoré, le chef-lieu du département, et de la route nationale 10, ainsi qu'à environ 25 km au sud-ouest du centre de Ouahigouya.

## Économie
L'économie du village est essentiellement basé sur l'agro-pastoralisme (notamment les cultures maraîchères dans le bas-fond irrigué) et les échanges commerciaux de son marché, l'un des plus importants du secteur.

## Santé et éducation
Le centre de soins le plus proche de Bôh est le centre de santé et de promotion sociale (CSPS) de Ninga tandis que le centre hospitalier régional (CHR) se trouve à Ouahigouya.
Bôh possède une école primaire publique.